# Eumerus zaitzevi
Eumerus zaitzevi är en tvåvingeart som beskrevs av Kuznetzov 1992. Eumerus zaitzevi ingår i släktet månblomflugor, och familjen blomflugor.
Artens utbredningsområde är Uzbekistan. Inga underarter finns listade i Catalogue of Life.